# Пардельяш
Пардельяш (порт. Pardelhas)  —  район (фрегезия) в Португалии,  входит в округ Вила-Реал. Является составной частью муниципалитета  Мондин-де-Башту. По старому административному делению входил в провинцию Траз-уж-Монтиш и Алту-Дору. Входит в экономико-статистический  субрегион Тамега, который входит в Северный регион. Население составляет 109 человек на 2001 год. Занимает площадь 18,39 км².